# Emèrit
Una persona emèrita és aquella que pels seus bons serveis en una professió, especialment en la carrera universitària o eclesiàstica, s'ha retirat del càrrec que ocupava gaudint, no obstant això, de beneficis derivats del mateix que poden ser de diversa naturalesa segons el rang i la institució que es tracti.
En general, es concedeix a l'emèrit la potestat de participar activament en les tasques que li eren pròpies abans del seu retir, prèvia consulta de l'encarregat d'aquest, se'ls dona veu en assemblees i reunions i assisteix a d'altres en qualitat de convidat d'honor.

## A la universitat. Professor emèrit
A les universitats espanyoles el nomenament de professors emèrits està reglat pel Reial Decret 898/1985, de 30 d'abril, sobre règim del professorat universitari en el qual s'estableix que el professorat emèrit:
1. Serà contractat pel Consell de Govern de cada Universitat...
2. ...d'entre professors jubilats pertanyents als cossos docents universitaris que hagin prestat serveis destacats a la Universitat per un període mínim de deu anys.
3. Estarà representat junt amb altres col·laboradors i associats en el Claustre de la Universitat, en el Consell de Govern, en l'elecció del Rector.
4. Al seu contracte s'especificaran les seves obligacions acadèmiques que sempre seran a temps parcials i per espai de dos anys, podent renovar-se després.

En altres països les condicions per al nomenament de professors emèrits no en difereixen massa sent un requisit habitual el període de deu anys de docència. També existeix la possibilitat, estesa al món anglosaxó, d'atorgar el títol automàticament quan es compleixin els terminis requerits i sense entrar a valorar, per exemple, si les publicacions científiques són de major o menor importància.

## A l'església
En les congregacions cristianes que tenen aquests càrrecs, es contempla el trasllat d'un bisbe o arquebisbe a l'estat d'emeritatge pel qual, per una banda, se li rescindeixen totes les seves responsabilitats pastorals, però per l'altra, pot continuar donant missa, en la mesura que li ho permetin les seves forces, ja que en general es tracta de persones d'edat avançada.
A l'Església catòlica, els emèrits passen a ser-ho quan renuncien al seu càrrec davant del bisbe de la diòcesi o directament al Summe Pontífex, deixant així les seves responsabilitats diocesanes, auxiliars o qualssevol altra responsabilitat que tinguessin. Quan assoleixen l'edat de 75 anys, la seva renúncia és obligatòria segons prescriu el Dret Canònic.
Els bisbe i arquebisbe no formen part de la Conferència Episcopal, però sí que són sol·licitats com a assessors consultius tenint en compte la seva experiència i venerabilitat. Continuen pertanyent al Col·legi Episcopal.

## A l'antiga Roma
En l'antiga Roma s'anomenaven emèrits als legionaris llicenciats que gaudien dels privilegis i recompensa rebuda pels seus bons serveis. Usualment, a part del botí que poguessin haver pogut recollir a les diverses campanyes, el general de torn atorgava als seus millors soldats grans concessions de terreny expropiat als països conquerits; així s'arribaren a formar veritables ciutats amb el llicenciament de soldats en finalitzar les gran campanyes.
Un exemple d'aquest tipus de fundació és l'actual ciutat de Mèrida (Extremadura) que va portar el nom d'Emèrita Augusta quan es va crear l'any 25 aC. L'emperador Cèsar August va premiar així als seus homes un cop acabades les cruentes Guerres Càntabres, creant una pròspera ciutat en la Bètica, que en aquell temps formava part de la Hispània Citerior, i que més tard es convertiria en la capital de la província de Lusitània.